# Wolf-Jürgen Stahl

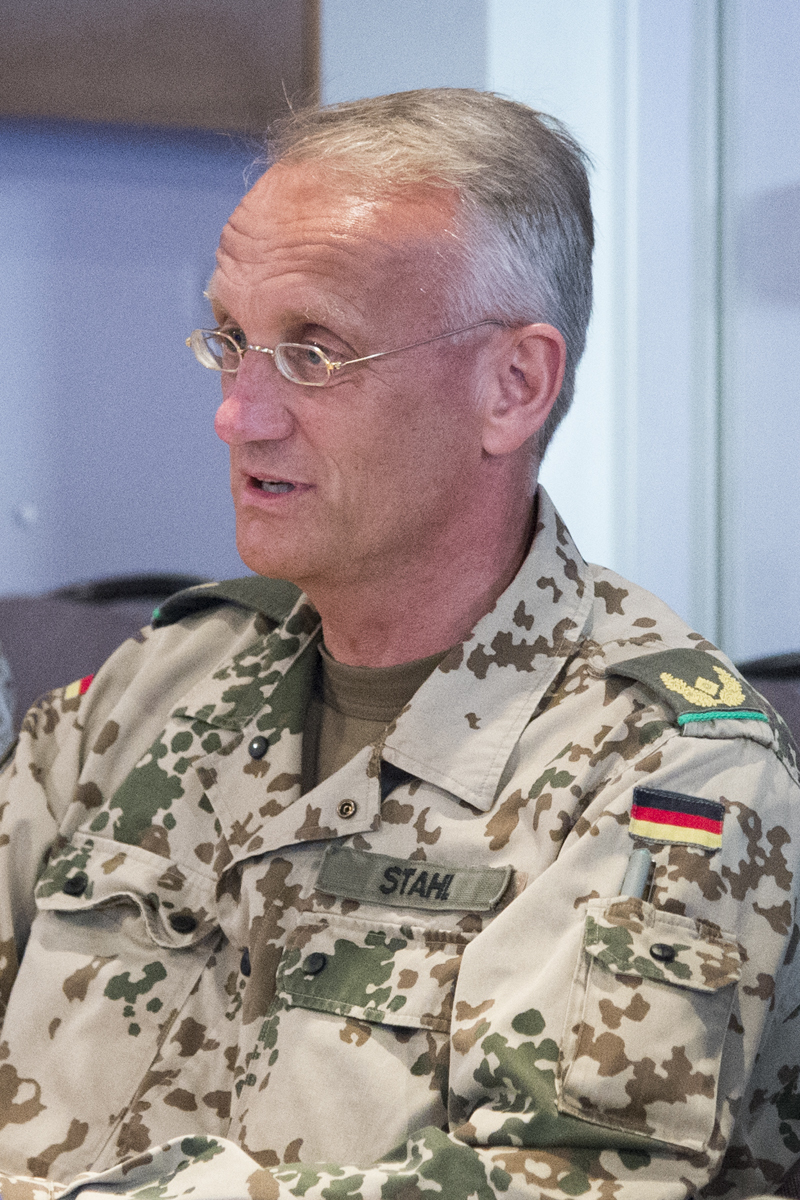
Brigadegeneral Wolf Jürgen Stahl (2018)

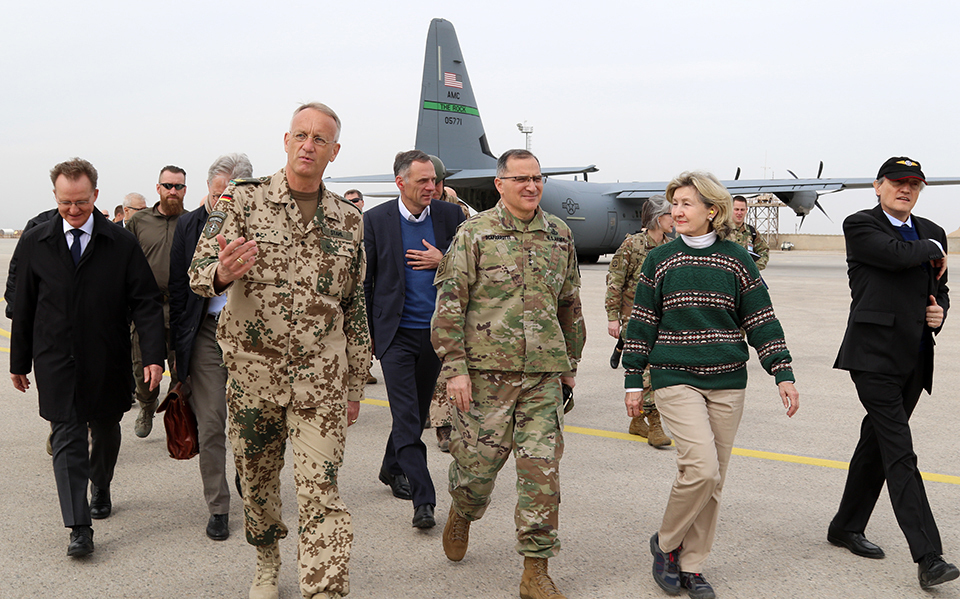
Brigadegeneral Wolf-Jürgen Stahl mit der US-Botschafterin bei der NATO Kay Bailey Hutchison und SACEUR der NATO, US-General Curtis M. Scaparrotti (2018)

Wolf-Jürgen Stahl (* 26. Februar 1964 in Hagen) ist ein Generalmajor des Heeres der Bundeswehr und seit Januar 2024 Präsident der Bundesakademie für Sicherheitspolitik in Berlin.

## Militärische Laufbahn

### Ausbildung und erste Verwendungen
Stahl trat 1983 als Offizieranwärter in die Bundeswehr ein und absolvierte bis 1984 die Ausbildung zum Offizier des Truppendienstes der Panzergrenadiertruppe an der Kampftruppenschule II und im Panzergrenadierbataillon 72 in Hamburg. Daran anschließend absolvierte er von 1984 bis 1987 ein Studium der Wirtschafts- und Organisationswissenschaften an der Universität der Bundeswehr in Hamburg. Nach Abschluss seines Studiums wurde Stahl von 1987 bis 1991 als Zugführer im Panzergrenadierlehrbataillon 92 in Munster verwendet. Es folgte von 1991 bis 1994 eine Verwendung als Kompaniechef der 2. Kompanie des Panzergrenadierbataillon 332 in Wesendorf. Von 1994 bis 1996 war Stahl hauptamtlicher Jugend- und Presseoffizier beim Verteidigungsbezirkskommando 86 in Schwerin. Daran schloss sich von 1996 bis 1998 die Ausbildung zum Offizier im Generalstabsdienst im 39. Generalstabslehrgang Heer an der Führungsakademie der Bundeswehr in Hamburg an.

### Dienst als Stabsoffizier
Die erste Verwendung als Stabsoffizier führte Stahl 1998 bis 2001 als Studienprojektoffizier im Bereich 'Operations Research'zum Amt für Studien und Übungen der Bundeswehr nach Ottobrunn bei München. Von 2000 bis 2003 war Stahl im Operations Centre des Supreme Headquarters Allied Powers Europe (SHAPE) in Mons in Belgien eingesetzt, zuerst als Stabsoffizier dann als Military Assistant des Chef des Stabes. Von 2004 bis 2006 führte Stahl als Bataillonskommandeur das Panzergrenadierbataillon 401 in Hagenow. Von 2007 bis 2008 schloss sich eine ministerielle Verwendung als Referent für Militärpolitik und bilaterale Beziehungen Südosteuropa im Bundesministerium der Verteidigung im Bendlerblock in Berlin an. Danach war Stahl von 2008 bis 2010 zuerst militärpolitischer Referent, und anschließend von 2010 bis 2014 persönlicher Referent und Büroleiter der Staatssekretäre Rüdiger Wolf und Gerd Hoofe im Bundesministerium der Verteidigung am Dienstsitz Berlin.

### Dienst als General
2014 wurde Stahl Unterabteilungsleiter Militärpolitik und Einsatz im Bundesministerium der Verteidigung. Auf diesem Dienstposten erfolgte auch die Ernennung zum Brigadegeneral. Am 3. Oktober 2017 löste Stahl Brigadegeneral André Bodemann als Kommandeur des Train Advise and Assist Command North (TAAC-N) und Kontingentführer des deutschen Einsatzkontingents Resolute Support der NATO in Afghanistan ab. Bodemann übernahm auch seinen Dienstposten als Unterabteilungsleiter Militärpolitik und Einsatz im Bundesministerium der Verteidigung. Stahl übergab zum 21. August 2018 den Dienstposten als Kommandeur des Train Advise and Assist Command North (TAAC-N) an Brigadegeneral Gerhard Ernst-Peter Klaffus. Stahl selbst war bereits seit dem 17. August 2018 als Chef des Stabes beim Multinationalen Korps Nord-Ost in Stettin in Polen eingesetzt. Ab Dezember 2021 war Stahl Abteilungsleiter I für Einsatz/Ausbildung/Militärisches Nachrichtenwesen im Kommando Heer in Strausberg. Im Anschluss wurde er zum Joint Support and Enabling Command als Deputy Chief of Staff Operations versetzt, wo er zum Generalmajor befördert wurde. Seit Januar 2024 ist Stahl Präsident der Bundesakademie für Sicherheitspolitik. Er folgte Ekkehard Brose nach und ist erster aktiver Soldat auf diesem Dienstposten.

### Auslandseinsätze
- 2003 SFOR JOC Director and Deputy CCJ3 HQ SFOR, Sarajevo, Bosnien-Herzegowina
- 2006 ISAF Kommandeur Kabul Multinational Battle Group, Kabul, Afghanistan
- 2017/18 Resolute Support Mission Kommandeur des Train Advise and Assist Command North (TAAC-N), Masar-e Scharif, Afghanistan

### Auszeichnungen
- 1991 Ehrenkreuz der Bundeswehr in Bronze
- 2003 Einsatzmedaille der Bundeswehr in Bronze SFOR
- 2003 NATO-Medaille Balkans
- 2006 Einsatzmedaille der Bundeswehr in Bronze ISAF
- 2006 NATO-Medaille ISAF
- 2018 Einsatzmedaille der Bundeswehr in Bronze RESOLUTE SUPPORT
- 2018 NATO-Medaille AFGHANISTAN